# Бібліографічні відомості
Бібліографічні відомості — конкретні відомості про назву твору, його автора, видавництво, місце видання та ін.